# Magnús Guðmundsson
Magnús Guðmundsson, född 6 februari 1879, död 28 november 1937, var en isländsk politiker. Han var tillförordnad statsminister från 23 juni till 8 juli 1926. Han var medlem i det i dag nedlagda partiet Íhaldsflokkurinn. 